# Siegmund Schermer

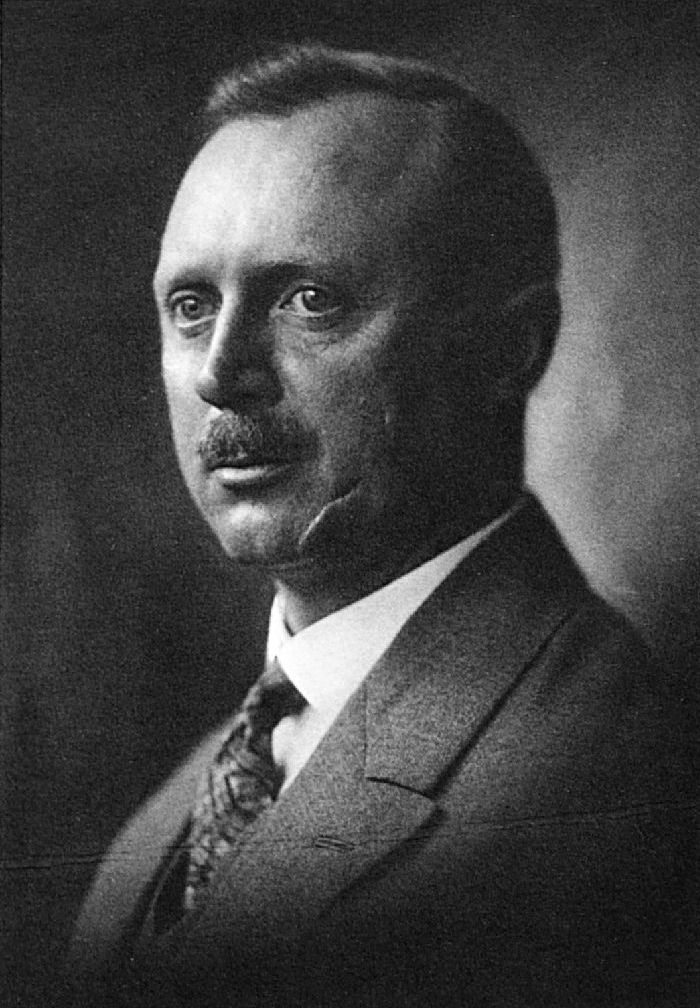
Siegmund Schermer

Siegmund Schermer (* 27. Februar 1886 in Hüttenrode; † 28. Januar 1974 in Göttingen) war ein deutscher Veterinärmediziner und Professor an der Universität Göttingen.

## Leben

### Akademische Laufbahn
Während seines Studiums wurde Schermer Mitglied beim Verein Deutscher Studenten Hannover. Er  wurde 1909 in Leipzig promoviert. Nach mehrjähriger Tätigkeit als Assistent und Tierarzt war er von 1913 bis 1922 Direktor des Tierseucheninstituts der Landwirtschaftskammer in Hannover. 1922 wurde er zum ordentlichen Professor für Tierheilkunde und Direktor des Tierärztlichen Instituts an der Universität Göttingen ernannt. Im Wintersemester 1932/33 war er Rektor der Universität. Im April 1933 verzichtete Schermer auf eine neue Kandidatur gegen Friedrich Neumann, nachdem eine Neuwahl des Universitätsrektors durch das preußische Kultusministerium angeordnet worden war. 1954 wurde Schermer emeritiert.

### Politik
Schermer war seit dem 1. Mai 1933 Mitglied der NSDAP, vom 20. Oktober 1933 bis 1943 Mitglied der Reiter-SA sowie Mitglied im NS-Dozentenbund und im NS-Reichskriegerbund. Im November 1933 unterzeichnete er das Bekenntnis der Professoren an den deutschen Universitäten und Hochschulen zu Adolf Hitler. Im Januar 1946 wurde er aus politischen Gründen entlassen, aber schon wenige Monate später erfolgte seine Wiederaufnahme in den Lehrkörper.